# (16661) 1993 VS1
(16661) 1993 VS1 là một tiểu hành tinh vành đai chính. Nó được phát hiện bởi Seiji Ueda và Hiroshi Kaneda ở Kushiro, Hokkaidō, Nhật Bản, ngày 11 tháng 11 năm 1993.